# 다가서다
다가서다 또는 다가서는 수는 상대의 돌에 한칸 간격으로 가까이 다가가는 착수법이다. 상대방 세력을 견제할 때, 노림수가 있을 때 유력하다.